# Saint-Alban (Haute-Garonne)
Saint-Alban ist eine französische Gemeinde mit 6447 Einwohnern (Stand: 1. Januar 2022) im Département Haute-Garonne in der Region Okzitanien; sie gehört zum Arrondissement Toulouse und zum Kanton Castelginest. Die Einwohner heißen Saint-Albanais.

## Geographie
Saint-Alban ist eine nördliche banlieue von Toulouse, deren östliche Gemeindegrenze der Fluss Hers-Mort bildet.
Umgeben wird Saint-Alban von den Nachbargemeinden Bruguières im Norden, Castelginest im Nordosten und Osten, Fonbeauzard im Südosten, Aucamville im Süden, Fenouillet im Westen und Südwesten sowie Lespinasse im Nordwesten.
Durch die Gemeinde führt die Autoroute A62.

## Bevölkerungsentwicklung
| Jahr                      | 1962 | 1968 | 1975 | 1982 | 1990 | 1999 | 2006 | 2011 |
| Einwohner                 | 1347 | 1749 | 2258 | 2792 | 4417 | 5186 | 5432 | 5735 |
| Quelle: Cassini und INSEE |      |      |      |      |      |      |      |      |

## Sehenswürdigkeiten
- Kirche Saint-Alban
- Halle
- Platz des 8. Mai 1945 mit dem Obelisken zur Mahnung an die Toten der zwei Weltkriege

## Gemeindepartnerschaften
Mit der italienischen Gemeinde Salgareda in der Provinz Treviso (Venetien) besteht seit 1989 eine Partnerschaft, mit der polnischen Gemeinde Brzeziny in der Woiwodschaft Łódź seit 2009.